# Cracked Rear View
Cracked Rear View è il primo album discografico in studio del gruppo musicale statunitense Hootie & the Blowfish, pubblicato nel 1994.

## Vendite
L'album è stato certificato sedici volte disco di platino dalla RIAA avendo venduto oltre 16 milioni di copie solo negli Stati Uniti. e risulta uno degli album più venduti nella storia della musica.

## Tracce
1. Hannah Jane – 3:33
2. Hold My Hand – 4:15
3. Let Her Cry – 5:08
4. Only Wanna Be with You – 3:46
5. Running from an Angel – 3:37
6. I'm Goin' Home – 4:11
7. Drowning – 5:01
8. Time – 4:53
9. Look Away – 2:38
10. Not Even the Trees – 4:37
11. Goodbye – 4:05

## Formazione
- Darius Rucker - voce, chitarra acustica, percussioni
- Mark Bryan - mandolino, piano, chitarra elettrica, chitarra acustica
- Dean Felber - piano, basso, clavinet, cori
- Jim "Soni" Sonefeld - batteria, percussioni, cori, piano

## Classifiche
| Classifica (1995)           | Posizione raggiunta |
| --------------------------- | ------------------- |
| Regno Unito                 | 12                  |
| Stati Uniti (Billboard 200) | 1                   |